# Gli Irregolari di Baker Street
Gli Irregolari di Baker Street (The Irregulars) è una serie televisiva britannica del 2021 ideata da Tom Bidwell.
Vagamente basata sulle opere (Gli Irregolari di Baker Street) dello scrittore britannico Sir Arthur Conan Doyle, la serie è stata sviluppata da Drama Republic, la prima ed unica stagione, composta da otto episodi, è stata pubblicata il 26 marzo 2021 su Netflix. Il 4 maggio 2021 Netflix ha annunciato la cancellazione della serie.

## Trama
Un gruppo di adolescenti che vivono lungo le strade della Londra vittoriana, noti come Gli Irregolari, iniziano a lavorare per il dottor Watson per risolvere crimini di carattere soprannaturale, mentre Sherlock Holmes ottiene il merito del loro lavoro.

## Personaggi e interpreti

### Principali

#### Gli Irregolari
- Beatrice "Bea", interpretata da Thaddea Graham, doppiata da Lucrezia Marricchi.
Leader degli Irregolari. Ragazza coraggiosa e determinata, ha un forte senso di protezione verso i suoi amici ma soprattutto verso la sorella minore.[7]
- Jessica "Jessie", interpretata da Darci Shaw, doppiata da Agnese Marteddu.
Sorella minore di Bea, ha spesso degli incubi ed episodi di sonnambulismo, per cui è creduta squilibrata come la madre.[7][8] Si scopre avere la capacità di entrare nella mente delle persone che tocca, attraverso una sorta di psicometria.[9]
- Billy, interpretato da Jojo Macari, doppiato da Manuel Meli.
Il più vecchio degli Irregolari e il più forte. Si innervosisce facilmente e tende a sistemare le cose con scontri fisici.[7][8] Ha incontrato Bea e Jessie in una workhouse.
- Spike, interpretato da McKell David, doppiato da Federico Bebi.
Viene descritto come "un incantatore grazie alla sua abilità di parlare velocemente" e "affascinante". Tiene unito il gruppo con buon senso ed umorismo.[7][8]
- Leopold "Leo", interpretato da Harrison Osterfield, doppiato da Federico Campaiola
Principe recluso a palazzo a causa della sua emofilia.[8] S'infatua di Bea e si unisce al gruppo degli Irregolari per svelare i crimini che accadono in città e in cui vengono coinvolti, fornendo loro anche risorse e conoscenza. Il personaggio si ispira al Principe Leopold, figlio minore della Regina Vittoria.[8]

### Ricorrenti
- Uomo in bianco (in originale Linen Man), interpretato da Clarke Peters, doppiato da Paolo Marchese. Un personaggio originale della serie che interagisce con Gli Irregolari attraverso i loro sogni. Sostiene di essere della Louisiana e vuole che Gli Irregolari continuino a rintracciare i criminali e gli riferiscano che poteri soprannaturali hanno.[10]

- Dottor John Watson, interpretato da Royce Pierreson, doppiato da Gabriele Sabatini. Un abitante di Baker Street, che era stato un aiutante di Sherlock Holmes, che assume Bea e Gli Irregolari.
- Maestro degli uccelli (in originale Bird Master) / Arthur Hilton. Un ornitologo che ha acquisito la capacità di controllare gli uccelli.[9]
- Sherlock Holmes, interpretato da Henry Lloyd-Hughes, doppiato da Stefano Crescentini. Un detective privato che "sembra essere l'ombra di se stesso".[11]
- Mycroft Holmes, interpretato da Jonjo O'Neill, doppiato da Christian Iansante.
- Daimler, interpretato da Edward Hogg, doppiato da Franco Mannella.

## Episodi
| Stagione       | Episodi | Pubblicazione USA | Pubblicazione Italia |
| -------------- | ------- | ----------------- | -------------------- |
| Prima stagione | 8       | 2021              | 2021                 |

## Produzione

### Pre-produzione
Il 20 dicembre 2018, Netflix ha reso noto che stava lavorando a una serie con Tom Bidwell basata su Gli irregolari di Baker Street. Tom Bidwell, che aveva già lavorato con la piattaforma, riguardo alla serie ha dichiarato: "Questo è il progetto dei miei sogni e la mia idea più vecchia".
Bidwell è anche produttore esecutivo assieme a Jude Liknaitzky e Greg Brenman, mentre i registi sono Johnny Allan, Joss Agnew e Weronika Tofilska.

### Cast
Nel dicembre 2019 è stata annunciata una parte del cast della serie, tra cui Henry Lloyd-Hughes nel ruolo di Sherlock, Royce Pierreson in quello del dottor Watson, Clarke Peters in Linen Man, Thaddea Graham in Bea, Darci Shaw in Jessie, Jojo Marcari in Billy, McKell David in Spike e Harrison Osterfield in Leopold. Nel settembre dell'anno successivo è stato annunciato che Aidan McArdle era entrato a far parte del cast nel ruolo dell'ispettore Lestrade insieme a Olivia Grant nei panni di Patricia Coleman-Jones. Nel dicembre 2020 anche Sheila Atim si è unita al cast.

### Riprese
Le riprese principali della serie, che sono iniziate durante la fine del 2019 e l'inizio del 2020, si sono svolte allo Saint George's Hall, a Sefton Park e nel quartiere georgiano di Falkner Street, a Liverpool. Nel gennaio 2020 sono state temporaneamente interrotte perché un membro del cast era rimasto ferito sul set. Verso la fine dello stesso mese le riprese si sono spostate a Chester, a Abbey Square, nella Cattedrale di Chester e nei sobborghi della città di Hoole; mentre a marzo nel Galles del Nord.
Le riprese sono ripartite nell'agosto 2020, per concludere le scene ambientate a Ellesmere Port, che dovevano essere girate a marzo.

## Promozione
Il teaser è stato pubblicato il 22 febbraio 2021, mentre il trailer completo è stato diffuso il 15 marzo seguente.

## Distribuzione
La serie è uscita sulla piattaforma di streaming Netflix il 26 marzo 2021.

## Accoglienza

### Critica
Sull'aggregatore di recensioni Rotten Tomatoes la serie ottiene il 78% delle recensioni professionali positive, con un voto medio di 6,41 su 10 basato su 36 critiche. Il consenso della critica recita: "Attinge ad alcuni punti della trama abbastanza regolari, ma quando osa sfidare le aspettative e concentrarsi sul suo affascinante cast giovane, Gli Irregolari di Baker Street accenna a qualcosa di veramente speciale che indugia sotto la superficie". Su Metacritic ha un punteggio ponderato di 60 su 100 basato su 12 recensioni, indicando "recensioni nella media o contrastanti ("mixed or average reviews").
È stata classificata al secondo posto nella lista delle migliori "serie più viste" del fine settimana del 28 marzo da Rise Ratio. La serie è riuscita a superare le classifiche delle serie originali in streaming di Nielsen battendo The Falcon and The Winter Soldier di Disney+.